# Lothier hercege
A Lothier hercege cím az Alsó-lotaringiai Hercegség területének egy részére utal, amelyet a brabanti hercegek és leszármazottaik uraltak 1190-től 1796-ig.
1190-ben a Schwäbisch Hallban megtartott birodalmi gyűlés során VI. Henrik úgy határozott, hogy Alsó-Lotaringia hercegének fennhatósága, aki akkor I. Brabanti Henrik volt, csak azokra a lotaringiai területekre terjed ki, amelyek akkor a birtokában voltak (a Leuveni Grófság, az Antwerpeni Őrgrófság, a brabanti tartományi grófság, illetve a nivelles-i apátság). A Lothier hercege cím ezzel csak tiszteletbeli hercegi cím lett, mivel feudális vagy jogi fennhatóságot nem gyakoroltak a hercegek.
Lothier területe ennek megfelelően nem keverendő össze Alsó-Lotaringiával, mivel csak a következő területek tartoztak ide:
- A Leuveni Grófság és a Brüsszeli Grófság
- A Brabanti tartományi grófság, amely 1183/84 után a Brabanti Hercegség lett. A grófságot 1085/86-ban szakították ki az alsó-lotaringiai területekből.
- Az Antwerpeni Őrgrófság
- A nivelles-i apátság
- A gembloux-i apátság.

## Fordítás
- Ez a szócikk részben vagy egészben  a   Duke of Lothier című angol Wikipédia-szócikk fordításán alapul.  Az eredeti cikk szerkesztőit annak laptörténete sorolja fel. Ez a jelzés csupán a megfogalmazás eredetét és a szerzői jogokat jelzi, nem szolgál a cikkben szereplő információk forrásmegjelöléseként.